# 9. rujna
9. rujna (9. 9.) 252. je dan godine po gregorijanskom kalendaru (253. u prijestupnoj godini).
Do kraja godine ima još 113 dana.

## Događaji
- 1493. – zbila se Krbavska bitka, u koje je izginuo "...cvijet hrvatskog plemstva..." u bitci s Turcima
- 1815. – Odlukom Bečkog kongesa Luksemburg je postao autonomno veliko vojvodstvo, doduše preko vladarske kuće Oranje-Nassau u personalnoj uniji s Nizozemskom.
- 1892. – Edward Emerson Barnard otkrio jupiterov satelit Amalteju
- 1991. – Tadžikistan je proglasio neovisnost od Sovjetskog Saveza.
- 1996. – Hrvatska i Srbija uspostavile diplomatske odnose

| - 1718. – Clemens Brentano, njemački književnik († 1842.) - 1737. – Luigi Galvani, talijanski fizičar († 1798.) - 1918. − Ante Brkan, hrvatski umjetnički fotograf († 2004.) - 1919. – Slavko Striegl, hrvatski akademski slikar - 1963. – Markus Wasmeier, njemački alpski skijaš - 1972. – Goran Višnjić, hrvatski glumac - 1975. – Michael Bublé, kanadski pjevač i glumac - 1985. – Luka Modrić, hrvatski nogometaš - 1989. – Gylfi Sigurðsson, islandski nogometaš - 1996. – Bersant Celina, kosovski nogometaš - 2003. – Niko Kristian Sigur, hrvatski nogometaš | - 1513. – Jakov IV., škotski kralj (* 1473.) - 1569. – Pieter Brueghel stariji, flamanski slikar (* 1525.) - 1898. – Stéphane Mallarmé, francuski pjesnik i književni teoretičar (* 1842.) - 1901. – Henri de Toulouse-Lautrec, francuski slikar i grafičar (* 1864.) - 1941. – Hans Spemann, njemački embriolog i nobelovac (* 1869.) - 1976. – Mao Zedong, kineski političar, revolucionarni vođa i državnik - 2001. – Ahmad Shah Massoud, afganistanski borac i vojskovođa - 2007. – Zoran Tadić, hrvatski filmski redatelj (* 1941.) |

## Blagdani i spomendani
- Dan hrvatskih mučenika
- Sveti Petar Claver

## Vanjske poveznice
|  | Zajednički poslužitelj ima još gradiva o temi 9. rujna |